# Wychowawczy obóz pracy policji bezpieczeństwa w Warszawie
Wychowawczy obóz pracy policji bezpieczeństwa w Warszawie (niem. Arbeitserziehungslager der Sicherheitspolizei Warschau, AEL) – obóz karny dla Polaków zorganizowany w Warszawie przez okupantów niemieckich, funkcjonujący od jesieni 1942 do września 1944. Osadzano w nim przede wszystkim osoby oskarżone o drobne wykroczenia przeciw porządkowi okupacyjnemu. Obóz znajdował się początkowo przy ul. Gęsiej na Muranowie, później został przeniesiony na ul. Litewską w Śródmieściu Południowym. Przez mieszkańców Warszawy zwany był potocznie „Gęsiówką”.

## Historia obozu

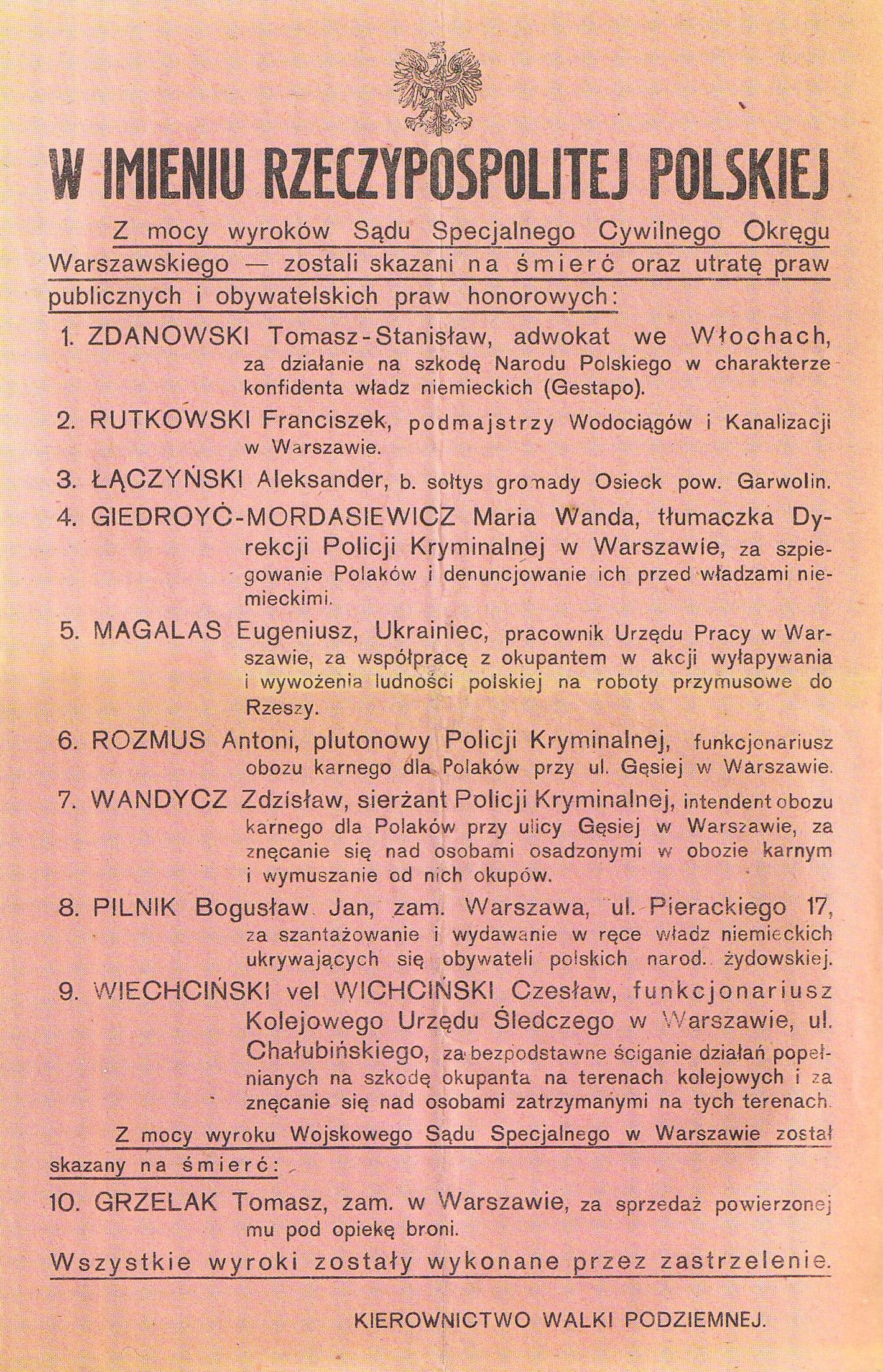
Plakat Kierownictwa Walki Podziemnej informujący o wyrokach śmierci wydanych m.in. na dwóch polskich funkcjonariuszach obozu na ul. Gęsiej, wrzesień 1943

Wychowawczy obóz pracy policji bezpieczeństwa (AEL) został zorganizowany przez Niemców na terenie Koszar Wołyńskich na warszawskim Muranowie, gdzie przed wojną mieściło się Wojskowe Więzienie Śledcze, a po utworzeniu getta warszawskiego – tzw. Areszt Centralny dla Dzielnicy Żydowskiej (niem. Zentralarrest für den jüdischen Wohnbezirk). Obóz mieścił się w części zabudowań dawnego więzienia oraz w barakach wybudowanych na jego podwórzu. Jego adresem była ul. Gęsia 22. W wielu źródłach można znaleźć informację, że AEL został utworzony w marcu 1943 roku. Bogusław Kopka wskazuje jednak, że pierwsza potwierdzona wiadomość na jego temat pochodzi z niemieckiego dokumentu datowanego na 15 października 1942. Przez mieszkańców stolicy obóz nazywany był potocznie „Gęsiówką”. Tą samą nazwą warszawska ulica ochrzciła później obóz koncentracyjny KL Warschau, utworzony przez Niemców w lipcu 1943 w rejonie ul. Gęsiej. Z tego powodu oba obozy bywały czasem mylone we wspomnieniach, w relacjach świadków, a nawet w literaturze fachowej.
Pod względem formalnym wychowawczy obóz pracy podlegał urzędowi Komendanta SD i Policji Bezpieczeństwa na dystrykt warszawski, a konkretnie Wydziałowi I/II („administracja i prawo”). Oficjalnie funkcję komendanta AEL pełnił kierownik Wydziału I/II, SS-Hauptsturmführer i radca policji Arthur Füssel. W praktyce kierowanie wydziałem i komenda nad obozem spoczywały jednak w rękach jego zastępcy, SS-Sturmscharführera i sekretarza policji Helmuta Rödera. Tego ostatniego w kierowaniu sprawami AEL wyręczał często SS-Hauptscharführer August Kretschmann, określany niekiedy w polskich źródłach jako „zastępca komendanta »Gęsiówki«”. W skład obozowej załogi wchodzili ponadto esesmani Feliks Kalinka, Paweł Piotr Kilian i Adolf Wagner oraz funkcjonariusze polskiej granatowej policji – st. sierż. Zygmunt Kamiński, sierż. Mantycz, plut. Antoni Rozmus i plut. Józef Sandomierski. Po utworzeniu KL Warschau ochronę AEL przejęli esesmani z załogi tego obozu, którzy sprawowali ją do czasu przeniesienia wychowawczego obozu pracy z ul. Gęsiej. W tym okresie w załodze AEL znajdowało się także siedmiu granatowych policjantów (dane z sierpnia 1943).
Zazwyczaj w obozie przebywało jednorazowo od 300 do 400 więźniów. Byli to zazwyczaj Polacy zatrzymani pod zarzutem popełnienia rozmaitych drobnych wykroczeń przeciw porządkowi okupacyjnemu. Do wychowawczego obozu pracy trafiały np. osoby przyłapane na szmuglu żywności lub czarnorynkowym handlu, zatrzymane za naruszenie godziny policyjnej lub brak karty pracy, schwytane podczas próby nielegalnego przekroczenia granicy. Bogusław Kopka podaje, iż zsyłano tam również chłopów podejrzewanych o pomoc partyzantom oraz niektórych więźniów zwolnionych z więzienia na Pawiaku. Prawdopodobnie AEL służył niekiedy jako miejsce tymczasowego zatrzymania Żydów schwytanych „po aryjskiej stronie”. Część osadzonych pozostawała w dyspozycji niemieckiej policji kryminalnej. Polscy więźniowie przebywali w obozie przez 56 dni. Po odbyciu kary byli zazwyczaj oddawani do dyspozycji niemieckiego urzędu pracy (Arbeitsamt) i wywożeni na roboty przymusowe do Niemiec.
Warunki bytowe w obozie były trudne, a więźniowie byli narażeni na rozmaite szykany ze strony strażników. Niemniej osadzeni znajdowali się w nieporównywalnie lepszej sytuacji niż osoby przetrzymywane na Pawiaku, czy w KL Warschau. Na co dzień więźniowie AEL pracowali przymusowo na rzecz rozmaitych niemieckich instytucji w Warszawie. Zatrudniano ich m.in. przy wyburzaniu ruin getta lub w magazynach Werterfassungstelle, gdzie gromadzone było mienie po zamordowanych Żydach. Część osadzonych pracowała warsztatach rzemieślniczych produkujących na potrzeby Niemiec lub w prywatnych przedsiębiorstwach niemieckich. Więźniowie wykonywali ponadto rozmaite prace na Pawiaku, w siedzibie Gestapo w al. Szucha, na terenie niemieckich koszar, garaży i magazynów, a także na terenie samego AEL.
W drugiej połowie 1943 roku Armia Krajowa przeprowadziła serię zamachów wymierzonych w członków załogi AEL, którzy znani byli z brutalnego traktowania więźniów. 6 sierpnia oddział bojowy „Podkowa” wykonał wyrok śmierci na granatowych policjantach Antonim Rozmusie i Józefie Sandomierskim. 31 sierpnia z rąk żołnierzy AK zginął inny polski policjant z załogi AEL, Zdzisław Wandycz. Wreszcie 24 września żołnierze specjalnej jednostki „Agat” zastrzelili na Solcu SS-Hauptscharführera Augusta Kretschmanna.

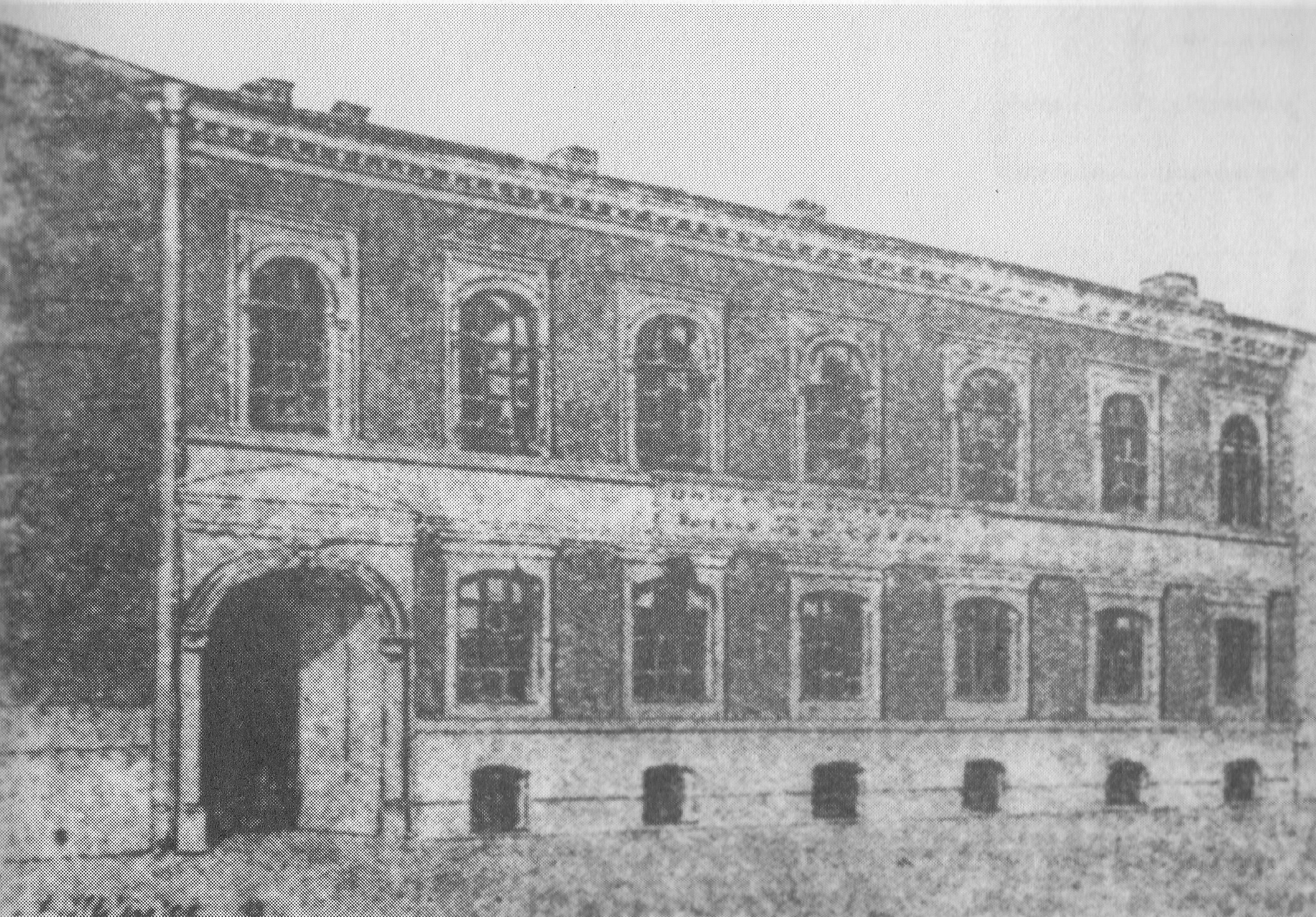
Budynek przy ul. Litewskiej 14, do którego jesienią 1943 przeniesiono obóz

Na przełomie listopada i grudnia 1943 roku wychowawczy obóz pracy przeniesiono z ul. Gęsiej do Śródmieścia Południowego, a wszystkie dotychczas zajmowane przezeń budynki zostały przejęte przez KL Warschau. Kilkudziesięciu żydowskich robotników-metalowców, którzy przebywali w tym czasie w AEL, osadzono na Pawiaku. Nową siedzibę obozu stanowił odtąd budynek dawnego Domu Dziecka im. Baumanów przy ul. Litewskiej 14. Władysław Bartoszewski podawał, że po przeniesieniu obozu do Śródmieścia funkcję komendanta pełnił SS-Oberscharführer Dohne, któremu podlegała straż złożona z ukraińskich wachmanów.
W momencie wybuchu powstania warszawskiego w obozie przy ul. Litewskiej przebywało około 100 Polaków. Ich los był tragiczny. Niemcy zmuszali bowiem więźniów do palenia zwłok ofiar masowych egzekucji przeprowadzanych na terenie Ogródka Jordanowskiego przy ul. Bagatela oraz w pobliskich ruinach Generalnego Inspektoratu Sił Zbrojnych. Osoby zmuszane do zacierania śladów zbrodni były izolowane od innych Polaków przetrzymywanych w gmachu przy ul. Litewskiej. Co osiem dni niewielkie komanda zajmujące się paleniem zwłok były rozstrzeliwane celem likwidacji niewygodnych świadków. W rezultacie z ponad stuosobowej grupy więźniów do połowy września 1944 pozostało przy życiu zaledwie dwunastu. Ostatnią grupę więźniów Niemcy rozstrzelali pod koniec września. Prawdopodobnie wojnę zdołało przeżyć nie więcej niż kilku Polaków, których zastał w obozie wybuch powstania.